# Văn học Ả Rập Xê Út

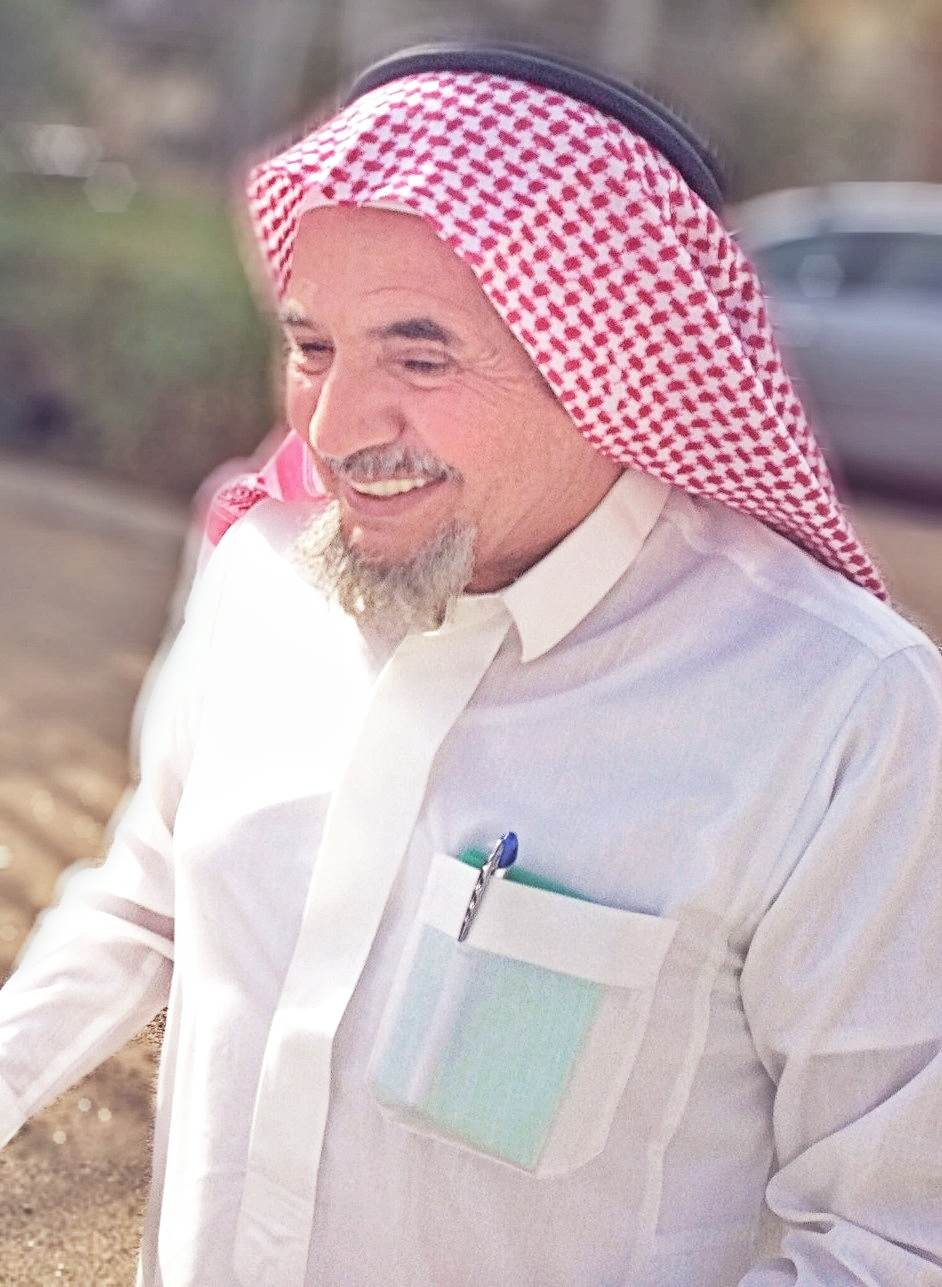
Abdullah al-Hamid.

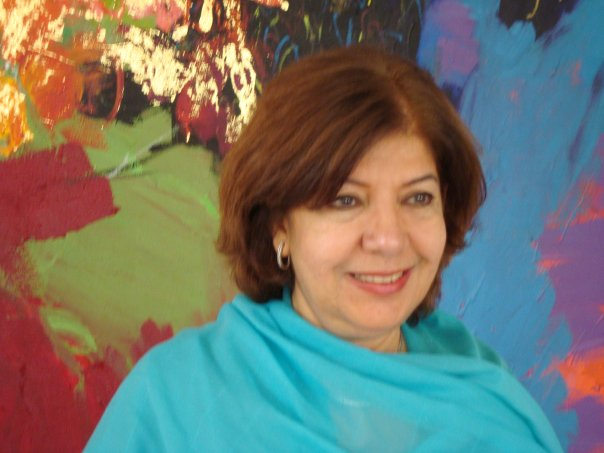
Thuraya AlArrayed.

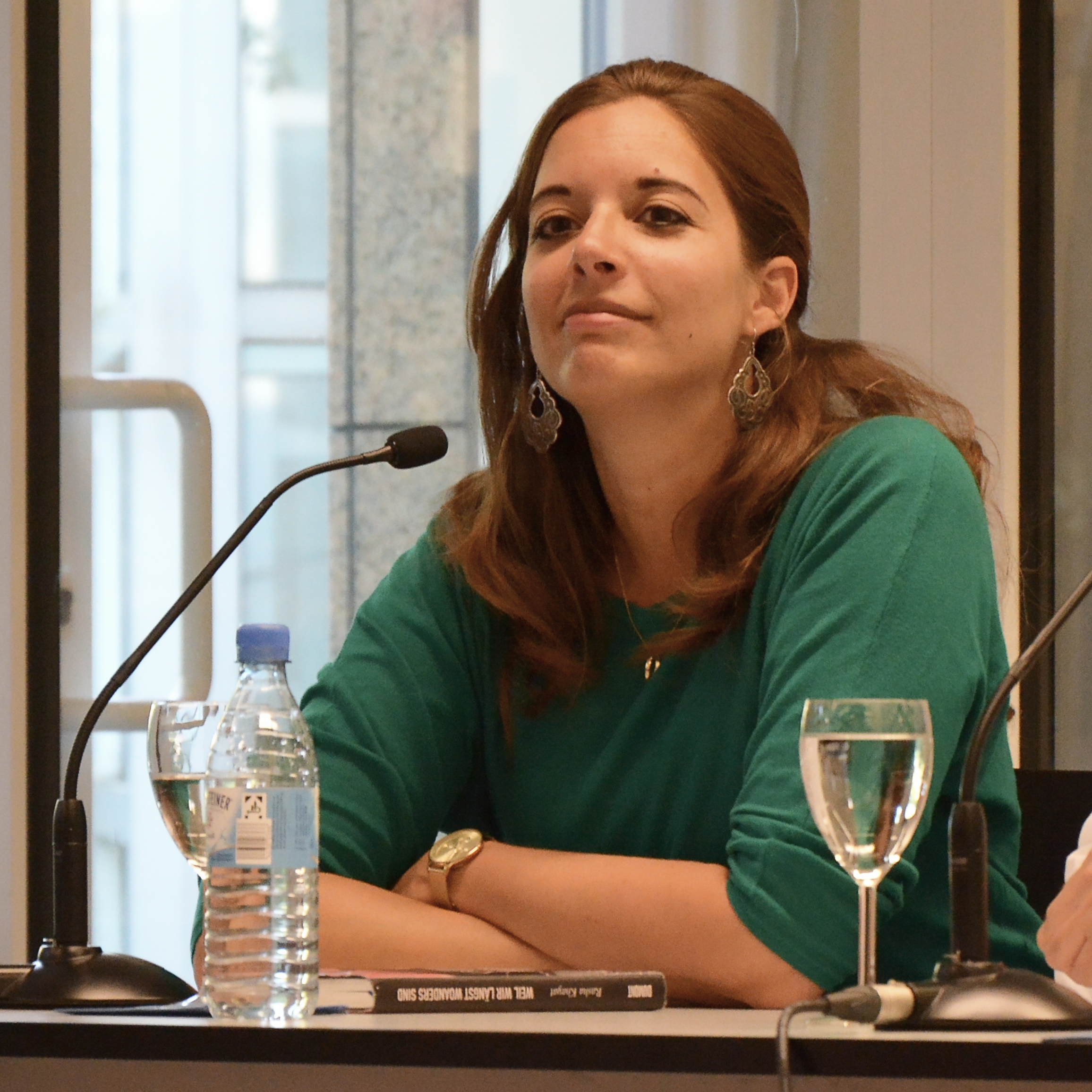
Văn sĩ kiêm dịch giả Rasha Khayat.

Văn học Ả Rập Xê Út (tiếng Ả Rập: أدب سعودي) là thuật ngữ bao hàm các vận động ngôn ngữ, văn chương, báo chí và dịch thuật có liên đới trực hoặc gián tiếp tới xã hội Ả Rập Xê Út.

## Lịch sử
Trường kỳ văn học Ả Rập Xê Út thường được hình dung là hai giai đoạn rất khác biệt: Trước và sau khi Muhammad xuất hiện. Do đặc thù không gian được cấu thành bởi rất nhiều sắc tộc nên văn học Ả Rập Xê Út tồn tại dưới dạng đa ngữ, nhưng hầu hết được lưu trữ đến nay bằng chữ cái Arab. Vì tồn tại quá lâu dưới các giáo luật khắt khe và nhiều biến cố lịch sử, nên văn học Ả Rập Xê Út thường được nhận diện bằng giác độ tín ngưỡng của người du mục Semites.
Cho mãi đến thời kỳ tương đương Phục hưng Âu châu, nền văn học này mới thực sự cất cánh. Đến hậu kỳ hiện đại, sức phát triển của truyền thông và cởi mở của luật pháp đã cho phép nó tạo ra nhiều thành tựu hơn. Cũng vì đặc thù của quốc gia độc tôn tín ngưỡng nên văn học Ả Rập Xê Út gồm cả các hoạt động báo chí, truyền thanh và truyền hình, thậm chí blog... điều ít nơi khác đặt ra. Bởi thế, Ả Rập Xê Út vẫn được coi là một trong những nền văn học trẻ và đầy triển vọng trên hoàn cầu.
Dẫu theo truyền thống, trứ tác hệ trọng và phổ biến nhất của văn chương Ả Rập Xê Út là thiên kinh Qur'an cùng các văn phẩm phỏng theo, nhưng vị thế độc tôn này trong thực tế bị chuyển hóa hoặc thay thế từ thời thống trị của Đế quốc Ottoman cùng làn sóng Âu hóa nửa trước thế kỷ XX. Ngày nay, văn học Ả Rập Xê Út được chia thành hai dòng hợp pháp (tuân thủ đạo lý Hồi giáo) và phi pháp. Những tác gia viết tác phẩm vô thừa nhận thường được gọi tếu là "lũ trẻ nghịch ngợm" (naughty novelists) vì dám chạm đến các vấn đề tế nhị nhất như ấu dâm, khiêu dâm, đồng tính luyến ái, ngoại tình, trộm cắp... vốn bị cấm trong xã hội Arab. Những tác gia tiêu biểu: Samar al-Muqrin (với Bọn đàn bà bất chính), Siba al-Harz (Những kẻ khác), Wafaa' Abdel Rahman (Ái tình ở thủ đô) và Zaynab Hanafi (Những đặc điểm).
The conflict between modern Saudi literary work and society is getting bigger.
The society of Saudi Arabia is mainly conservative and has challenging issues, usually taken as priorities. On the other hand, the literary work produced by Saudi writers, especially youth, is busy exposing issues that do not reflect most of the social reality. "Are we all involved in sex issues, betrayal and harassment ?" a regular reader asks.
Being involved in journalism for as long as 20 years, if I'm here to answer, I would say: The publishers are guiding the subject. Saudi fiction writers are driven by the policies of "best seller" and the topic that it should elaborate and expose. Business standards did not give many good writers the chance to be publicized and supported. Therefore, the publishers are after those who can gain a crowd no matter what the quality of the work is.
Many parts of the world are faced with the same facts, but with a difference. Similar support is granted to literary works that do not take physical scandals as a main theme.— Abdullah Sayel, Văn học Saudi - Bề ngoài khoảng cách

## Tiêu biểu
- Ibn Arabi (1165 - 1240)
- Abdulrahman Munif (1933 - 2004)
- Ghazi al-Gosaibi (1940 - 2010)
- Turki al-Hamad (1953 - nay)
- Fakhri Saleh (1957 - nay)
- Abdo Khal (1962 - nay)
- Yousef al-Mohaimeed (1965 - nay)
- Leila al-Johani (1969 - nay)
- Rajaa Alem (1970 - nay)
- Ensaf Haidar (1975 - nay)
- Mohammed Hasan Alwan[4] (1979 - nay)
- Manal al-Sharif (1979 - nay)
- Rajaa al-Sanea (1981 - nay)
- Zeinab Hefny[5]
- Raif Badawi (1984 - nay)

## Ảnh hưởng
- Abdullah bin Bakheet với Con phố của tình thương và Umaima Al Khamis với Cây rậm đoạt giải Sách Arab 2010.
- Abdullah Thabit, Mohammad Hassan Alwan (với Haneef đến từ Glasgow), Yahya Amqassim đoạt giải Văn bút Arab tại Beirut.

### Tư liệu
- Saudi literature pushing the envelope